# 예브게니 릴로프
예브게니 미하일로비치 릴로프(러시아어: Евге́ний Миха́йлович Рыло́в, 러시아어 발음: [jɪvˈɡʲenʲɪj mʲɪˈxaɪ̯ɫəvʲɪt͡ɕ ˈrɨləf], 1996년 9월 23일~)는 러시아의 수영 선수이다. 주 종목은 배영으로 2020년 하계 올림픽에서 남자 배영 종목을 석권하면서 2관왕에 올랐다.
2014년 하계 청소년 올림픽에서 금메달 3개를 획득했고 2015년 세계 선수권 대회에서 첫 성인 국제 대회 메달인 동메달을 획득했다. 2016년 하계 올림픽에서 동메달 1개, 2017년 세계 선수권 대회에서 금메달 1개를 획득했으며 두 종목 모두 남자 배영 200m이다. 2018년 세계 쇼트 코스 선수권 대회에서 2관왕에 올랐으며 2019년 세계 선수권 대회에서 200m 배영 금메달, 100m 배영 은메달, 50m 배영 은메달을 획득했다. 두번째 올림픽인 2020년 하계 올림픽에서 남자 100m 배영과 200m 배영 두 종목에서 금메달을 획득했다.